# ロバート・スティーヴンソン (映画監督)
ロバート・スティーヴンソン（Robert Stevenson、1905年3月31日 - 1986年4月30日）は、イングランド出身の映画監督・脚本家。
『メリー・ポピンズ』（1964年）をはじめ、多くのディズニー映画を監督している。

## 略歴
ケンブリッジ大学を卒業後、ジャーナリストを経て、映画の世界に入る。1940年代にハリウッドに渡り、1960年代から1970年代にかけて19本のディズニー映画を監督した。1950年代にはテレビシリーズの演出も務めた。
『メリー・ポピンズ』（1964年）でアカデミー監督賞にノミネートされた。

## 主な監督作品
- ジェーン・エア Jane Eyre (1943)
- 黄色い老犬 Old Yeller （1957）
- ダービーおじさんと不思議な小人たち Darby O'Gill and the Little People (1959)
- 海賊船 Kidnapped (1960)
- メリー・ポピンズ Mary Poppins (1964)
- シャム猫FBI/ニャンタッチャブル That Darn Cat! (1965)
- ラブ・バッグ The Love Bug (1968)
- ベッドかざりとほうき Bedknobs and Broomsticks (1971)
- 地球の頂上の島 The Island at the Top of the World (1974)
- 新・ぼくはむく犬 The Shaggy D.A. (1976)